# Päff
Das Päff ist eine Schankwirtschaft am Friesenwall im Kölner Gereonsviertel (Altstadt-Nord). Es wurde 1968 als Jazz-Club von Günter Päffgen, einem der Päffgen-Brüder, gegründet und ist eine der wenigen Kneipen in Köln, in denen Päffgen-Kölsch ausgeschenkt wird. 1993 wechselte die Führung der Gaststätte an den Kölner Künstler Michael Kampert. Das Wahrzeichen des Päff ist eine Buddha-Statue namens „Herr Päff“ im Comic-Stil der 1960er Jahre. Trotz mehrerer Renovierungen wurde auf die Erhaltung des Designs des Originalinterieurs aus dem Jahr 1968 geachtet.
Die Gaststätte gewann den Gastro-Award 2009 in der Kategorie „Classic“ und wurde für Nordrhein-Westfalen Landessieger der Schankhäuser.